# 和田越え
和田越え（わだごえ）は、宮崎県延岡市無鹿町1丁目と大峡町にまたがる標高42mの峠。

## 地理
延岡市の中心市街地より北側に位置する。峠の東側を北川が流れる。
峠付近を日豊本線・国道10号が通っている。日豊本線・国道10号ともに峠は越えず、トンネルを通している。国道トンネル脇に旧国道のトンネルがあり、人道として使われている。ほかに、峠を越える道路があり、下記の和田越決戦場に通じている。国道10号を経由して延岡駅・延岡市街地と宮野浦・東海を結ぶ宮崎交通バスが1時間1-2本ほど運行されている。

## 歴史
天正6年（1578年）にキリシタン大名の大友宗麟が本営を設け司祭館と教会を置いた地「牟志賀」に近い。
1877年（明治10年）に起こった西南戦争の激戦地である。同年8月15日にこの峠付近の丘陵上に位置する西郷軍と南側に位置する政府軍の間で戦闘が行われた。西南戦争で西郷隆盛が直接戦闘指導を行った唯一の戦闘であるとされる。付近に記念碑等がある。この戦闘で西郷軍は敗退し、俵野へ撤退した。